# Перехідні лісосавани Верхнього Середнього Заходу США
Перехідні лісосавани Верхнього Середнього Заходу США (ідентифікатор WWF: NA0415) — неарктичний екорегіон помірних широколистяних та мішаних лісів, розташований на Верхньому Середньому Заході США.

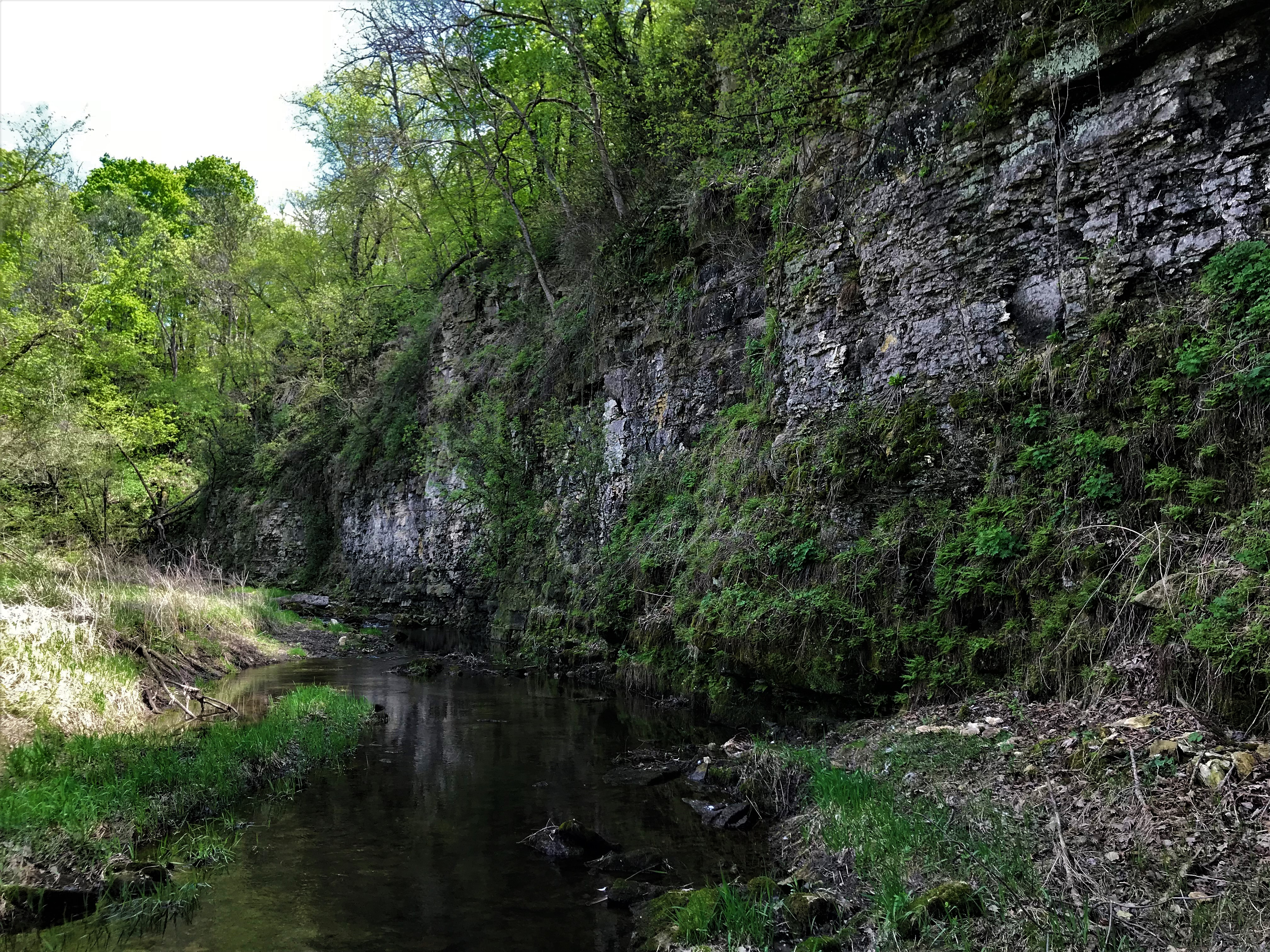
Альгіфічний осиповий схил

## Географія
Екорегіон перехідних лісосаван Верхнього Середнього Заходу США простягається з північного заходу на південний схід через центральну частину Міннесоти та через центральну та південну частини Вісконсина. Крім того, він включає деякі райони на північному сході Айови і крайній півночі Іллінойса, а також півострів Дор на північному заході Вісконсина та західне узбережжя Нижнього півострова в штаті Мічиган. На схід від екорегіону розташоване озеро Мічиган, на півночі він переходить у ліси заходу Великих озер, на заході — у північні високотравні прерії, на південному заході — у центральні високотравні прерії, а на південному сході — у перехідні лісостепи Центральних Сполучених Штатів.
Екорегіон переважно лежить в басейні Верхньої Міссісіпі. Його рельєф переважно представлений рівнинами, що лежать на висоті в середньому 300 м над рівнем моря. Під час останнього льодовикового періода більшу частину регіону вкривав Лаврентійський льодовиковий щит, який залишив по собі ескери, морени, друмліни та інші льодовикові форми рельєфу. З геологічної точки зору основу екорегіону складають палеозойські, зокрема ордовицькі, осадові породи — доломіти, вапняки та пісковики. Вздовж схилів долини Міссісіпі трапляються відслонення більш давніх, кембрійських осадових порід (пісковиків, сланців та доломітів), в на південному заході екорегіону поширені більш молоді, крейдові осадові породи. В Міннесоті, на північному заході екорегіону, поширені дуже давні, архейські граніти та гнейси, які є частиною величезного Канадського щита.
На півдні центрального Вісконсина простягаються невисокі пагорби Барабу, основу яких складають докембрійські кварцити та ріоліти. Ці пагорби є залишком гір, які утворилися приблизно 1,5 мільярда років тому, пережили мільйони років ерозії, були поховані під шарами палеозойських осадових порід, після чого були оголені. Західний край цих пагорбів не був вкритий льодовиком під час вісконсинського зледеніння. Він позначає східну межу Палеозойського плато, яке не було вкрито льодовиком та де відсутні характерні льодовикові відклади. На еродованому Палеозойському плато зустрічаються численні яри та карстові форми рельєфу. Більша частина залишків природної рослинності екорегіону збереглася у цій місцевості.

## Клімат
В межах екорегіону переважає вологий континентальний клімат (Dfb або Dfa за класифікацією кліматів Кеппена), який характеризується теплим літом та холодною зимою. Середньорічна температура тут становить 7-8 °C, середня літня температура — від 20 °C до 28 °C, а середня зимова температура становить -7 °C. Середньорічна кількість опадів коливається від 750 до 850 мм.

## Флора
Територія екорегіону є перехідною зоною між високотравними преріями, поширеними західніше, та помірними широколистяними лісами, поширеними південніше. Таким чином, природний рослинний покрив екорегіону раніше був представлений мозаїкою дубових саван, високотравних прерій, широколистяних лісів та водно-болотних угідь.
Основу дубових саван, які раніше домінували в екорегіоні, складали великоплоді дуби (Quercus macrocarpa), білі дуби (Quercus alba) та овалолисті дуби (Quercus ellipsoidalis), на півдні також чорні дуби (Quercus velutina). В їх підліску переважали високі трави, зокрема мітлистий бородачник (Schizachyrium scoparium), пониклий сорговник (Sorghastrum nutans), різні види грами (Bouteloua spp.) та ковили (Stipa spp.). Історично основим фактором динаміки дубових саван були пожежі, завдяки яким структура намету в них була доволі розрідженою. Флористичне різноманіття регіону значною мірою залежало від частоти пожеж. Кількість типових для високотравних прерій рослин: трав, злаків, чагарників та осок, — зростала зі збільшенням частоти пожеж, тоді як щільність дерев зменшувалася. Після появи в регіоні європейських колоністів та зменшення частоти пожеж більшість саван були знищені, перетворилися на ліси, у яких домінували тіньовитривалі та вогнестійкі види.
На рівнинах і пагорбах регіону раніше зустрічалися кленово-липові ліси, основу яких складали цукрові клени (Acer saccharum), американські липи (Tilia americana), американські в'язи (Ulmus americana), червоні дуби (Quercus rubra) і білі дуби (Quercus alba), та мішані ліси, основу яких складали цукрові клени (Acer saccharum), канадські тсуґи (Tsuga canadensis), жовті берези (Betula alleghaniensis), сосни Веймута (Pinus strobus) та червоні сосни (Pinus resinosa). Також тут траплялися гаї американської осики (Populus tremuloides) та осиково-дубові рідколісся, а в долинах річок — заплавні ліси, основу яких складали цукрові клени (Acer saccharum), американські в'язи (Ulmus americana), трикутнолисті тополі (Populus deltoides) та верби (Salix spp.).
Унікальною особливістю Палеозойського плато, розташованого на півдні екорегіону, є альгіфічні осипові схили. Ці рідкісні екосистеми зустрічаються переважно на північних схилах пагорбів і характеризуються розсипчастими, значно потрісканими та пористими оголеними гірськими породами, передусім палеозойськими вапняками та доломітами, від яких відділяються уламки, формуючи осипи. Часто ці схили зустрічаються поблизу карстових лійок на вершинах пагорбів та крижаних печер. Тепле літнє повітря заходить в карстові лійки та опускається у крижані печери, де воно охолоджується. Потім холодне повітря просочується крізь щілини та осипи до поверхонь схилів, де створює прохолодний мікроклімат, подібний до макроклімату, поширеного за сотні кілометрів на північ. Взимку холодне повітря втягується через осипи до крижаних печер. Прохолодні мікрорефугіуми альгіфічних осипів підтримують ізольовані популяції бореальних видів, зокрема канадських тисів (Taxus canadensis) та бальзамистих ялиць (Abies balsamea), різноманітних трав'янистих рослин, таких як рідкісна нью-йоркська тоя (Aconitum noveboracense), папоротей, мохів та печіночників, а також ендеміків, таких як айовські плейстоценові равлики (Discus macclintocki).

## Фауна
В межах екорегіону зустрічається 62 види ссавців, зокрема білохвості олені (Odocoileus virginianus), койоти (Canis latrans), звичайні лисиці (Vulpes vulpes), сірі лисиці (Urocyon cinereoargenteus), довгохвості ласиці (Neogale frenata), смугасті скунси (Mephitis mephitis), звичайні ракуни (Procyon lotor), американські борсуки (Taxidea taxus), білохвості зайці (Lepus townsendii), флоридські кролики (Sylvilagus floridanus) та східноамериканські кроти (Scalopus aquaticus). На берегах річок та озер поширені канадські бобри (Castor canadensis), канадські видри (Lontra canadensis), річкові візони (Neogale vison) та болотяні ондатри (Ondatra zibethicus). Серед гризунів, що зустрічаються у перехідних саванах регіону, трапляються як лісові види, зокрема червоні вивірки (Tamiasciurus hudsonicus), лисячі вивірки (Sciurus niger), лісові бабаки (Marmota monax) та східні бурундуки (Tamias striatus), так і прерієві види, зокрема рівнинні гофери (Geomys bursarius), ховрахи Франкліна (Poliocitellus franklinii), тринадцятисмугі ховрахи (Ictidomys tridecemlineatus) та прерієві полівки (Microtus ochrogaster). Барибали (Ursus americanus) та руді рисі (Lynx rufus) є рідкісними в регіоні і зустрічаються переважно на півночі. Рівнинні бізони (Bison bison bison), східні вапіті (Cervus canadensis canadensis), східні вовки (Canis lupus lycaon) та північноамериканські пуми (Puma concolor couguar) були винищені в екорегіоні, однак за останні десятиліття вовки почали поступово відновлювати свою популяцію.
Орнітофауна екорегіону нараховує понад 215 видів птахів. Серед птахів, типових для дубових саван регіону, слід відзначити великого індика (Meleagris gallopavo), американського боривітра (Falco sparverius), червоноголову гілу (Melanerpes erythrocephalus), американського сорокопуда (Lanius ludovicianus), світлобрового віреона (Vireo gilvus) та садового трупіала (Icterus spurius). Раніше в них були поширені лучні тетеруки (Tympanuchus cupido) та манітобські тетеруки (Tympanuchus phasianellus), однак наразі ці птахи в регіоні вимерли. Серед інших птахів, що зустрічаються в регіоні, слід відзначити американського орябка (Bonasa umbellus), північну зенаїду (Zenaida macroura), білоголового орлана (Haliaeetus leucocephalus), неоарктичного канюка (Buteo jamaicensis), червоноголову катарту (Cathartes aura), рубіновогорлого колібрі (Archilochus colubris), чубатого копетона (Myiarchus crinitus), мандрівного дрозда (Turdus migratorius), золотого чижа (Carduelis tristis), індигову скригнатку (Passerina cyanea) та червоного кардинала (Cardinalis cardinalis).
Через територію екорегіону проходить Міссісіпський пролітний шлях, яким щороку мігрують мільйони водоплавних та коловодних птахів. Серед птахів, що зустрічаються в долині Верхньої Міссісіпі та Вісконсина, а також на узбережжі озера Мічиган, слід відзначити каролінок (Aix sponsa), звичайних крижнів (Anas platyrhynchos), американських чирянок (Anas carolinensis), американських свищів (Mareca americana), північних широконісок (Spatula clypeata) та північних шилохвостів (Anas acuta).

## Збереження
Територія екорегіону є доволі густонаселеною. Тут розташовані такі міста, як Міннеаполіс, Сент-Пол та Мілвокі. Лише менше 5 % природного рослинного покриву регіону залишаються незайманими. Більшість саван та прерій були знищені до середини XIX століття, а їх багаті глибокі ґрунти використовуються у сільському господарстві. Ліси та савани значно постраждали від вирубки, оранки та перевипасу худоби, а ті савани, що залишилися у природному стані, заросли чагарниками та деградували внаслідок порушення режиму пожеж. У Вісконсині з приблизно 29 000 км² дубових саван залишилося лише 2 км², або менше 0,01 % від колишньої площі.
Незважаючи на втрату природних ландшафтів, значна частина фауни регіону збереглася, головним чином тому, що багато її представників були генералістами, здатними виживати у зміненому природному середовищі. Узлісся лісів часто імітують савани з точки зору густоти дерев, і хребетні тварини зберігаються в цих областях. Флора регіону адаптувалася не так добре. Принаймні одинадцять видів трав'янистих рослин зараз обмежені невеликими територіями та вважаються такими, що перебувають під загрозою зникнення.
Оцінка 2017 року показала, що 4870 км², або 4 % екорегіону, є заповідними територіями. Природоохоронні території включають: Національний природний заповідник Верхньої Міссісіпі, Національний природний заповідник Хорікон, Національний природний заповідник Неседа, Національний природний заповідник Драйфлесс-Ареа, Державний парк Девілс-Лейк, Державний парк Вайтвотер, Державний ліс імені Річарда Дж. Дорера, Державний ліс Кеттл-Морейн та Державний заповідник Біксбі.